# TDF (企業)
TDF株式会社（登記上の商号: テーデーエフ株式会社）は、かつて宮城県柴田郡村田町に本社を置き、自動車、トラック、バスなどの輸送機器用鍛造品の製造・販売を行っていた企業。
2013年、同じくいすゞ自動車株式会社と関係の深い自動車部品工業株式会社・株式会社アイメタルテクノロジーと経営統合し、共同持株会社 IJTテクノロジーホールディングス株式会社の完全子会社となった。
2019年4月1日、完全親会社のIJTテクノロジーホールディングス（株式会社IJTTに商号変更）に吸収合併され消滅。

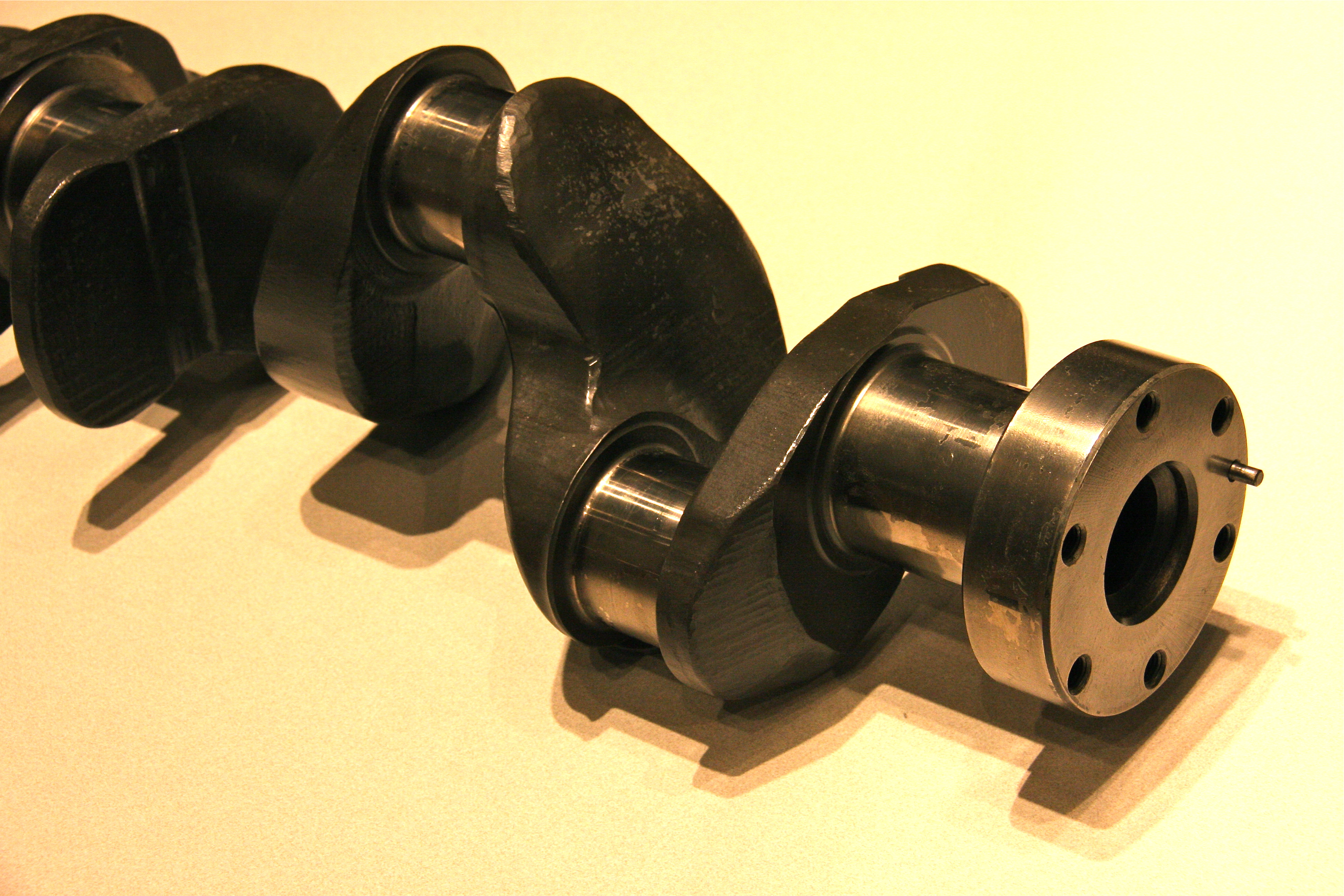
クランクシャフト（イメージ）

## 沿革
- 1918年 - 現在の東京都品川区大崎に 合名会社東京鍛工所 創業。
- 1930年 - 株式会社東京鍛工所 設立。
- 1949年 - 東京証券取引所上場。
- 1969年 - 岐阜県関市に子会社 東海鍛造工業株式会社 設立。（現：トーカイ株式会社）
- 1975年 - 宮城県村田町（現本社所在地）に宮城工場完成。
- 1978年 - 宮城県蔵王町に子会社 有限会社蔵王製作所 （後の 東北精工株式会社）設立。
- 1990年 - テーデーエフ株式会社 に商号変更。
- 1998年 - ISO9002を認証取得。
- 2001年 - 本社を現在地に変更。
- 2003年 - ISO14001を認証取得。ISO9001を認証取得。
- 2008年 - 東北精工株式会社を吸収合併。
- 2013年 - 自動車部品工業株式会社、株式会社アイメタルテクノロジーと共同株式移転により持株会社 IJTテクノロジーホールディングス株式会社 を設立。同社の完全子会社となる。
- 2019年 - IJTテクノロジーホールディングスに吸収合併され解散[1]。

## 生産品目
- シャーシ
- クランクシャフト
- プロペラシャフト
- デファレンシャル部品（差動装置部品）
- トランスミッション部品

## 子会社・関連会社
- トーカイ株式会社
  - 本社 - 岐阜県関市迫間877-1
  - 創立 - 1969年8月8日
  - 従業員 - 205名（2012年3月末現在）
- IT Forging (Thailand) Co., Ltd.(タイ王国)
- PT.TJForge Indonesia(インドネシア)